# Делла Сала, Андреа
Андреа Далла Сала (родился 25 марта 2001 в Тренто) — итальянско-российский регбист, столб (перволинеец) команды «Тренто» и молодёжной сборной России.

## Биография
Отец итальянец, мама русская. Регби занимается с 9 лет. В 16 летнем возрасте попал в Национальную академию регби Италии в Мольяно-Венето. В этом же году играл за сборную своей провинции. Летом 2018 года гостил у бабушки в Москве и попросился тренироваться с местными регбистами, где и попал в сферу внимания представителей федерации регби России. В феврале 2020 года получил приглашение на сбор и тестовые матчи молодежной сборной России. В ноябре 2021 года получил вызов в сборную России по регби на тест-матчи с Чили, но на поле не вышел.